# Venegono
Venegono (Venegon in lingua lombarda) fu un comune della Lombardia istituito in due occasioni.

## Storia
Storicamente l'area di Venegono era divisa in due comuni: Venegono Inferiore e Venegono Superiore. Il governo napoleonico del Regno Italico li unì, insieme a Vedano Olona, per formare il nuovo comune di Venegono. Tale decisione venne annullata dagli austriaci durante la Restaurazione ma venne parzialmente riproposta durante il fascismo che, nel 1928, unì i due comuni di Venegono per formarne uno unico.
Nel 1958 i cittadini di Venegono Inferiore votano per riottenere lo status di comune autonomo, istanza che venne accolta con Decreto del Presidente della Repubblica del 1960 che ricostituì il comune di Venegono Inferiore e il restante comune di Venegono venne rinominato Venegono Superiore. Principale causa di tale separazione fu la differenza politica tra i due centri, uno democristiano e l'altro socialista-comunista.